# Impromptu (hoorspel)
Impromptu is een hoorspel naar het gelijknamige toneelstuk (1961) van Tad Mosel. De AVRO zond het uit, in een vertaling van Jacques Besançon, op woensdag 4 september 1963. De regisseur was Emile Kellenaers. Het hoorspel duurde 28 minuten.

## Rolbezetting
- Jacques Besançon (inleiding)
- Eva Janssen (Winifred)
- Harry Bronk (Tony)
- Paul van der Lek (Ernest)
- Els Buitendijk (Lora)

## Inhoud
Vier acteurs zitten in het donker op scène, wachtend op de komst van de regisseur die hen samengeroepen heeft. Zonder zijn autoritaire aanwezigheid zijn zij slechts karakters op zoek naar een stuk, want hun eigen persoonlijkheid lijkt vormeloos en bleek in vergelijking met de volbloedige figuren die ze gewoonlijk spelen. Zij zijn ook "types" en ze hebben het grootste deel van wat ze zijn geabsorbeerd uit wat ze voorgeven te zijn op scène. Terwijl ze wachten, gaan de lichten op de scène aan, maar er komt nog steeds niemand om hen te zeggen wat ze moeten doen. Ze weten alleen dat ze niet mogen weggaan voor "het stuk gespeeld is". Plots worden ze er zich bewust van dat er publiek is, en de acteurs beslissen te improviseren, een idee waardoor ze lichtjes in verwarring raken. Ernest, de "leidinggevende man," maakt aanspraak op een rol als ster en geeft de bevelen. Hij duikt erin en geeft rollen aan zichzelf en zijn collega’s: Winifred, die altijd de rol van "de beste vriendin van de hoofdrolspeelster" krijgt, Lora, het worstelende naïeve meisje, en Tony, de jeune premier. Het "drama" dat zich ontvouwt is een mengsel van waarheid, fantasie en goed gerepeteerde situaties, maar in subtiele progressie komen de echte mensen achter de theaterfaçades tevoorschijn…